# Спінер (елемент GUI)

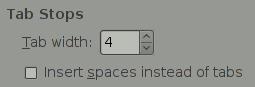
Приклад спінера, що розміщений над прапорцем

Спінер (англ. spinner, укр. прокрутник) — елемент управління графічного інтерфейсу користувача, що, переважно, складається з текстового поля і двох стрілочок, вверх та вниз, біля нього, які, зазвичай, розташовані вертикально одна над одною. Користувач може вказати значення поля або використовуючи стрілочки вверх-вниз(зменшити/збільшити значення), або ж скориставшись коліщатком прокрутки миші, або ввести значення з клавіатури в текстовому полі. Здебільшого, тривале нажаття кнопки змінює швидкість зміни значень в текстовому полі. Значення поля можуть бути не тільки числа, а й логічні послідовності текстових полів, як то, наприклад, назви місяців. Тому перекладати spinner як лічильник, що інколи роблять, не зовсім вірно.